# Clydonodozus scalaris
Clydonodozus scalaris är en tvåvingeart som beskrevs av Alexander 1963. Clydonodozus scalaris ingår i släktet Clydonodozus och familjen småharkrankar. Inga underarter finns listade i Catalogue of Life.